# D. P. A. 3 - Uma Aventura no Fim do Mundo
D. P. A. 3 - Uma Aventura no Fim do Mundo é um filme brasileiro de 2022, dirigido por Mauro Lima, baseado na série Detetives do Prédio Azul, exibida no canal Gloob. O lançamento ocorreria em 2020, mas por conta da pandemia do coronavírus, houve um adiamento. Foi lançado em 21 de abril de 2022., tornando-se o último filme com a segunda geração de detetives, iniciada em 2016, formada por Letícia Braga, Anderson Lima e Pedro Motta, que foram substituídos por novas personagens em 2021, D.P.A. 3 Teve A Maior Estreia Nacional de 2022.

## Sinopse
Severino (Ronaldo Reis) encontra um estranho objeto em meio aos escombros de um avião, sem saber que se trata de uma das faces do Medalhão de Uzur. Ao colocá-lo no pescoço, o porteiro do Prédio Azul é influenciado pelo artefato e passa a se tornar cada vez mais malvado. Eles contam com a ajuda da feiticeira Berenice (Nicole Orsini), dos Inspetores de la Casa Naranja e ainda do mago Elergun (Lázaro Ramos), dono de uma fábrica de doce de leite repleta de segredos.

## Elenco

Logo da série Detetives do Prédio Azul (D.P.A.)

O elenco do filme:
| Ator/Atriz        | Personagem                    |
| ----------------- | ----------------------------- |
| Letícia Braga     | Solange Madeira (Sol)         |
| Anderson Lima     | Bento Prata                   |
| Pedro Motta       | Filippo Tomatini (Pippo)      |
| Nicole Orsini     | Berenice Bisâncio Vega (Berê) |
| Ronaldo Reis      | Severino Capim                |
| Alexandra Richter | Bruxa Duvíbora                |
| Klara Castanho    | Dunhoca                       |
| Rafael Cardoso    | Comandante Téo                |
| Alinne Moraes     | Capitã Gertrudes              |
| Lázaro Ramos      | Mago Elergun                  |
| Débora Ozório     | Cadete Sofia                  |
| Suely Franco      | Vó Berta                      |
| Cláudia Netto     | Leocádia Leal                 |
| Perfeito Fortuna  | Baltazar                      |
| Charles Myara     | Theobaldo Trons               |
| Carol Futuro      | Sissineide Madeira            |
| Sávio Moll        | Salvatore Tomatini            |
| Miriam Freeland   | Lena Prata                    |
| Luciano Quirino   | Ptolomeu Prata                |

## Filmagens
As filmagens foram de 1 de agosto de 2019 a 7 de setembro de 2019. O D.P.A.3 começou a ser filmado no Rio de Janeiro e na Ushuaia, cidade argentina no extremo sul do continente, para uma aventura congelante no filme.